# Al-Aschraf Kudschuk
Ala’a ad-Din Kudschuk (arabisch علاء الدين كجك, DMG ʿAlāʾ ad-Dīn Kuǧuk; königlicher Name al-Malik al-Aschraf Ala’a ad-Din Kudschuk / الملك الأشرف علاء الدين كجك / al-Malik al-Ašraf ʿAlāʾ ad-Dīn Kuǧuk; * 1334 in Kairo; † 1345 ebenda) war Sultan der Mamluken in Ägypten von 1341 bis 1342.

## Leben
Ala’a ad-Din Kudschuk war der zweite Sohn von Sultan an-Nasir Muhammad I., der seinem Vater als Sultan Ägyptens nachfolgte. Seine Mutter Urdu war Mongolin. Nach der Absetzung und Internierung seines älteren Bruders Saif ad-Din Abu Bakr gemeinsam mit sechs Brüdern durch Emir Qusson entschied dieser gemeinsam mit den Emiren des Mamluken-Reichs, den nur 7-jährigen Kudschuk auf den Thron zu setzen.
Nachdem Emir Aidaghmash die hohe Position eines Vize-Sultans abgelehnt hatte, nahm der mächtige Emir Qusson dieses Amt an unter der Bedingung, in der Zitadelle bleiben zu können und nicht in den Diwan des Vize-Sultans übersiedeln zu müssen. Ab nun war Qusson der eigentliche Herrscher Ägyptens. Bald wurden viele Emire und Notabeln, die loyal zum abgesetzten Sultan Sayf ad-Din Abu Bakr standen, ihrer Ämter enthoben und durch Mamluken ersetzt, die Qusson zu Emiren erhoben hatte. Im Land machte sich der unpopuläre Qusson dadurch nur noch unbeliebter. Er selbst aber fürchtete allein Emir Ahmad, einen weiteren Bruder des abgesetzten und des gegenwärtigen Sultans, welcher in Karak lebte. Er schickte daher Emir Tughan nach Karak, um Ahmad zunächst nach Kairo zu holen, um ihn anschließend gemeinsam mit seinen Brüdern in Oberägypten zu inhaftieren. Ahmad, der glaubte, Qusson würde ihn zum neuen Sultan machen, ließ diesem ausrichten, er werde erst nach Ägypten zurückkehren, wenn die führenden Emire zu ihm kommen würden, um den Eid auf ihn abzulegen und wenn Qusson außerdem seine Brüder freilassen und ebenfalls zu ihm nach Al Karak schicken würde. Qusson antwortete ihm, dass er nicht als neuer Sultan nach Ägypten kommen solle, sondern weil der Emir von Karak sich über sein Verhalten beschwert habe und weil er überdies ein Geschenk für ihn habe. Ahmad wurde vor Qussons wahren Absichten gewarnt und weigerte sich deshalb, nach Ägypten zurückzukehren, woraufhin Qusson und seine Emire Soldaten nach Karak schickten, um Ahmad festzunehmen.
Als Qusson von den Mamluken des gestorbenen Sultans an-Nasir Muhammad verlangte, sie sollten ihm genauso dienen wie dem Sultan, weigerten sich diese. Das Verhältnis zwischen Qussons und den Mamluken verschlechterte sich nun sukzessive, bis diese rebellierten und öffentlich erklärten, sie seien einzig und allein die Mamluken des Sultans und nicht jene Qussons. Qusson erfuhr, dass die Sultans-Mamluken seine Ermordung planten, wandte sich nun an die Emire um Hilfe und erklärte, er bereue, den Rang eines Vize-Sultans angenommen zu haben. Während ihm die Emire ihrer vollen Unterstützung und ihres Schutzes versicherten, versammelten sich die bewaffneten Sultans-Mamluken in der Zitadelle und das Volk von Kairo strömte auf den Platz davor und rief zu ihrer Unterstützung „Nasiriyah, Nasiriyah!“ (Bezeichnung der Mamluken und Anhänger des gestorbenen Sultans an-Nasir). Als Qusson das tobende Volk erblickte, welche seine Reitställe angriff, stürmte er mit seinen Emiren auf die Menge los und brachten viele von ihnen um, während sich die Sultans-Mamluken vom Dach der Zitadelle aus zu verteidigen suchten. Auf beiden Seiten wurden viele Emire getötet und die Schlacht endete mit der Niederlage der Sultans-Mamluken und des Pöbels. Während viele Sultans-Mamluken, Emire und Gemeine von Qusson streng bestraft wurden, beförderte er viele Tabaq Mamluken (diese befanden sich noch in Ausbildung) in den Rang von Emiren und übergab ihnen Lehen.
Alarmierende Nachrichten trafen derweil aus Damaskus über Emir Ahmad ein, der in Karak mit dem Emir von Aleppo, Tshatmar Homos Akhdar, und anderen Abgesandten des Sultans in Syrien Bündnisse schmiedete, um dann nach Ägypten zu ziehen und sich selbst zum Sultan zu krönen. Gegen den Willen der Emire entsandte Qusson Truppen unter Emir Qatlubugha al-Fakhri nach Karak, um Ahmad festzunehmen. Aber anstatt Ahmad zu arretieren, leisteten Qatlubugha und die ihn begleitenden Emire mit Unterstützung der Abgesandten in Syrien den Eid auf Ahmad und verliehen ihm den königlichen Sultans-Titel al-Malik an-Nasir. Qusson beschlagnahmte die Besitzungen von Qatlubugha und der Emire in seiner Begleitung und befahl Altinbugha as-Salihi, dem Emir von Syrien, gegen den Emir von Aleppo, Tshatmar Homos Akhdar, zu ziehen. Tshatmar floh in das byzantinische Caesarea (heute Kayseri) und Altnbugha eroberte Aleppo und beschlagnahmte die Besitzungen Tshatmars. In der Zwischenzeit eroberte Qatlubugha Damaskus und nahm die Domäne und die Ländereien von Qusson selbst in Besitz. Nun bereitete Qatlbugha die Rückkehr Ahmads als Sultan nach Ägypten vor. Er schickte eine Nachricht an Qusson, in der er ihn der Ermordung von Sultan Sayf ad-Din Abu Bakr beschuldigte und ihm die schlechte Behandlung der anderen Söhne von Sultan an-Nasir Muhammad vorwarf, und in dem er ihn darüber informierte, dass die Emire entschieden hätten, Ahmad zum neuen Sultan von Ägypten zu ernennen. Der zutiefst erzürnte Qusson bot den Sultans-Mamluken und Emiren Geld, Geschenke und Titel an, um sie auf seiner Seite zu halten. Aber die führenden Emire, darunter Aidaghmash, die bereits verärgert über Qusson und davon überzeugt waren, dass er sowohl Sultan Sayf ad-Din Abu Bakr als auch Emir Beshtik an-Nasiri getötet hatte, fühlten sich nun durch den Sieg von Qatlubugha in Syrien bestärkt, Qusson zu stürzen. Sie warteten nicht darauf, bis er sich selbst zum Sultan proklamieren würde. Angeführt von Emir Aidaghmash belagerten sie die Zitadelle gemeinsam mit zahlreichen Mamluken und einer großen Volksmenge. Eine große Straßenschlacht hub an, nachdem Aidaghmash dem Volk befohlen hatte, anzugreifen und die Stallungen von Qusson zu plündern. Innerhalb weniger Stunden waren alle Pferde und das gesamte Gold, das sich darin befunden hatte, vom Pöbel erbeutet. Nach dem Ende der Schlacht wurde Qusson gezwungen, sich zu ergeben. Er und seine Emire wurden gefangen genommen und in der Nacht in Ketten nach Alexandria geschafft, um sie vor dem Zorn der Menge zu schützen, welche tobend und plündernd die Häuser von Qusson und anderer Vornehmer ausraubte.
Die Mamluken und Emire, die von Qusson inhaftiert worden waren, wurden befreit und der Kind-Sultan al-Aschraf Ala’a ad-Din Kudschuk nach nur fünf Monaten auf dem Thron abgesetzt. Emir Baibars al-Ahmadi wurde nach Karak geschickt, um den neuen Sultan Schihab ad-Din Ahmad nach Ägypten zu geleiten. Qusson wurde im Gefängnis getötet, und Ala’a ad-Din Kudschuk starb drei Jahre später. Seine sterblichen Überreste wurden im Dezember 1347 im gerade fertiggestellten Kuppelmausoleum der Moschee des Emirs Aqsunqur al-Nasiri in Kairo beigesetzt.